# Metàpode
Els metàpodes són els ossos llargs de les mans (metacarps) o els peus (metatarsians) que connecten els dits amb els braços o les cames. En els quadrúpedes, formen el membre inferior, en lloc de ser part de l'extremitat; així doncs, allò que sembla el colze d'una ovella en realitat n'és el canell.